# Haigerbach (Dill)
Der Haigerbach ist ein 15,5 km langer, westlicher und orographisch rechter Nebenfluss der Dill in der Gegend des Dreiländerecks Nordrhein-Westfalen, Rheinland-Pfalz und Hessen in Deutschland. Er durchfließt alle drei Bundesländer.

## Geographie

### Verlauf
Der Haigerbach entspringt als Ketzerbach etwa 1 km östlich von Willingen am Nordhang der Fuchskaute (657,3 m ü. NHN) auf einer Höhe von 623 m ü. NHN.
Er mündet bei Haiger auf einer Höhe von 262 m ü. NHN knapp oberhalb der Aubachmündung in die Dill.

### Zuflüsse
Zuflüsse von der Quelle zur Mündung mit orographischer Richtungsangabe, Länge im Kilometer (km), Einzugsgebiet in Quadratkilometer (km²) und mittlerer Abfluss (MQ) in Liter pro Sekunde (l/s).
- Weierbach (links), 5,5 km, 13,81 km², 298,3 l/s
- Wetterbach (rechts), 1,4 km
- Lützelnbach (links), 5,4 km, 8,63 km², 172,9 l/s
- Leimbach (rechts), 1,2 km[3]
- Hoorstruth (links), 3,2 km, 2,15 km², 40,1 l/s
- Kälberweidstruth (Burbach) (links), 2,3 km, 1,60 km², 29,4 l/s
- Morsgraben (rechts), 1,2 km[3]
- Beuerbach (links), 1,5 km
- Michelsbach (links), 1,9 km
- Petersbach (rechts), 1,8 km
- Quendelbach (links), 1,0 km

## Bilder

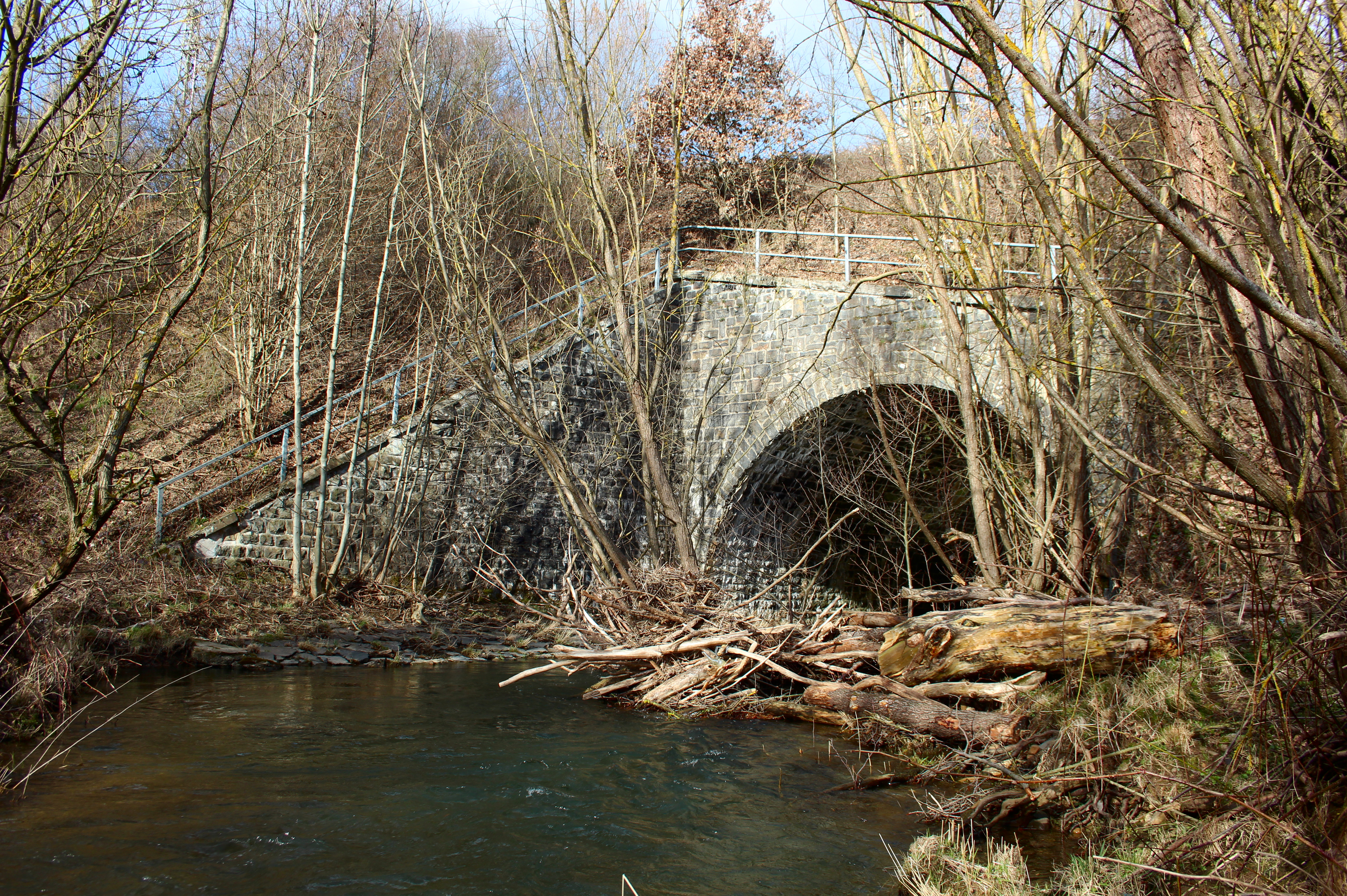
Die Haigerbachbrücke (1915 errichtet)
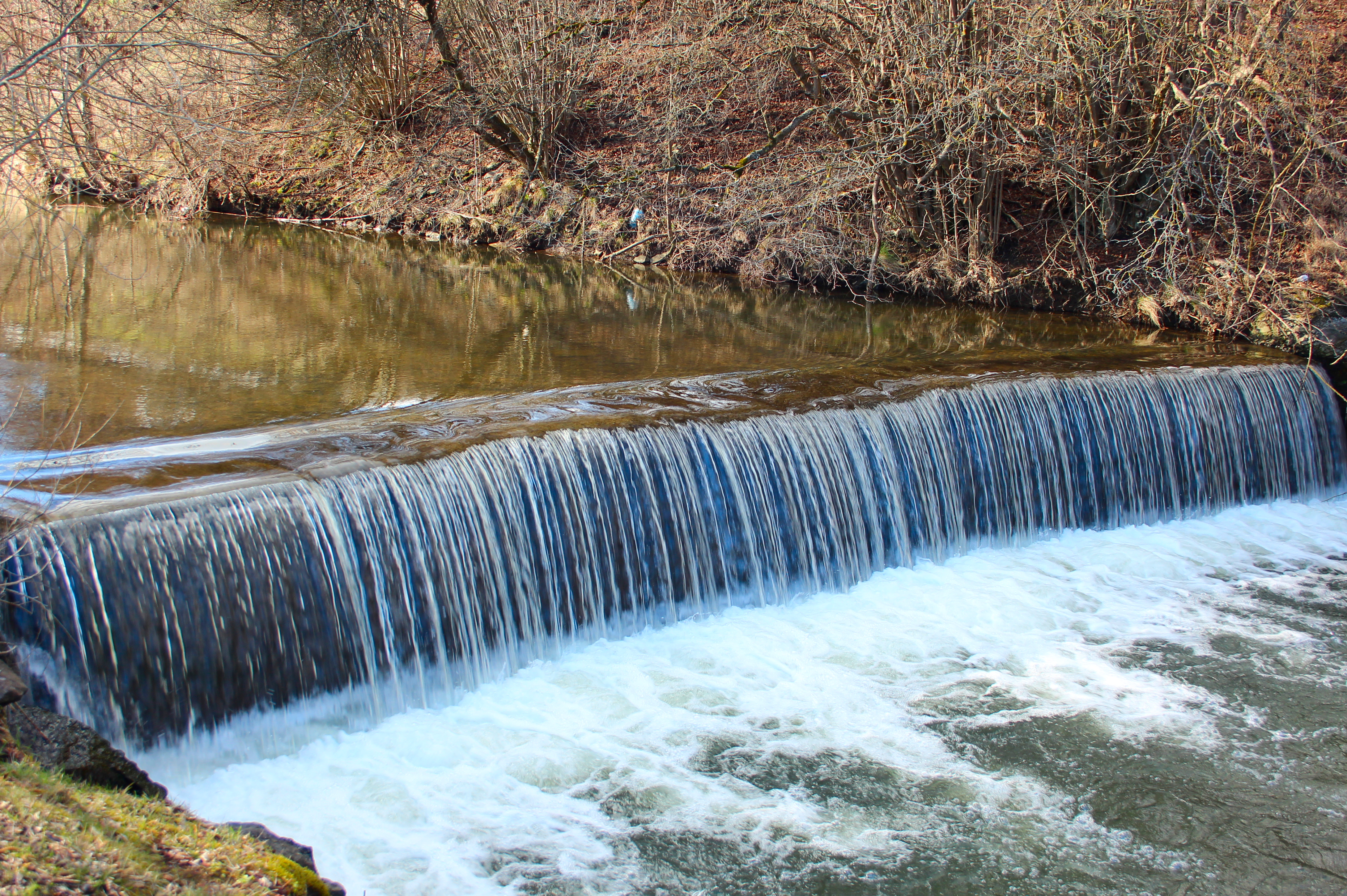
Der Haigerbach kurz vor Haiger